# Chirodectes maculatus
Chirodectes maculatus Cornelius, Fenner & Hore, 2005 è una specie di cnidari cubozoi della famiglia Chirodropidae, del genere monospecifico Chirodectes Gershwin, 2006. Questa cubomedusa è molto colorata, con una campana (esombrella) coperta da macchie marroni: una caratteristica unica nella classe Cubozoa.
La confusione sul genere Chiropsalmus (L. Agassiz, 1862) con numerose meduse diverse attribuite alle stesse specie, è stata un po' chiarita con l'attribuzione di alcune specie ai generi Chirodectes o Chiropsoides. 
Per distinguerli, le meduse del genere Chiropsalmus, hanno sacchetti gastrici pendenti (diverticula) e pedali bilateri, mentre le meduse Chiropsoides e Chirodectes hanno pedalia unilateri e nessun diverticula. Il genere Chiropsella (Gershwin, 2006) possiede invece sacchetti uniti e a forma di pomello.
Inizialmente, la medusa C. maculatus era stata attribuita al genere Chirodropus, con il nome temporaneo di specie A. Le sue caratteristiche hanno poi richiesto la creazione del genere Chirodectes che la contenesse.

## Descrizione
La medusa ha un'altezza massima dell'ombrella di circa 150 mm per una larghezza di 160 mm, con un bordo della campana arrotondato, dando l'impressione di una sfera se vista di lato. L'apice è leggermente appiattito. L'esombrella trasparente è straordinariamente decorata con macchie arrotondate marroni, che sono disposte lungo linee più o meno regolari. 
La mesoglea è spessa circa 10 mm nelle zone periradiali, mentre è ancor più spessa nelle zone interradiali, raggiungendo fino a 20 mm. Il velarium è connesso con un frenulo alle aree periradiali della subombrella e non presenta canali. Il manubrio, la struttura nella cavità gastro-vascolare che termina con la bocca, è a sezione quadrata ed è lungo circa 140 mm. I cirri gastrici sono numerosi e lunghi (5mm) rendendo grosse le facelle.
I tentacoli filiformi sono disposti intorno ad quattro basi muscolari ramificate agli angoli della campana cubica (pedalium). Ogni tentacolo presenta delle bande colorate, bianche e viola in alternanza, lungo tutta la lunghezza. La C. maculatus ha circa 15 tentacoli per pedalium, con uno più piccolo che si stacca sopra agli altri a circa 1/5 dell'altezza dell'ombrella. La pericolosità della puntura delle Chirodectes non è nota: è stato riportato un solo contatto con i tentacoli della C. maculatus senza conseguenze, ma la medusa era in acqua tiepida da alcune ore, il che potrebbe aver scemato gli effetti delle nematocisti.

## Distribuzione e habitat
La C. maculatus è stata descritta a partire da un esemplare raccolto nel maggio 1997, a 40 km al largo della costa del Queensland australiano, a circa 16°S di latitudine, in prossimità del bordo esterno della Grande Barriera Corallina. La specie non era mai stata avvistata dai subacquei, che con una certa frequenza frequentano la zona. Gli autori della descrizione originale suppongono che la specie sia rara e che non viva così vicino alla Grande Barriera Corallina, che si trova comunque al largo, e che provenga piuttosto da acque profonde. Il passaggio del ciclone Justin poche settimane prima può aver influito a trasportare la medusa verso la barriera corallina; la presenza di pesci di acque profonde spinge verso quest'ipotesi, con la cubomedusa che può aver seguito le sue prede lontano dal loro habitat reale. La maggior parte delle specie di cubomeduse conosciute, vivono in acque costiere poco profonde.